# 浅野一都
浅野 一都（あさの いと、1992年6月24日 - ）は、日本のモデル、タレントである。静岡県出身。株式会社シンフォニアに2015年3月まで所属していた。

## 経歴・人物
静岡学園高等学校卒業。高校時代は吹奏楽部に入っていた。6歳下の妹がいる。
2013年にモデルとして活動開始。同年、ガールズバンド「SORAMIMI」にキーボードで参加したが、程なくして脱退している。
2014年4月11日、ラナエンターテイメントによりエヴァンゲリオンレーシングの2014年体制として浅野一都が碇シンジ役のレースクイーンを行うことが発表された。しかし同年のSUPER GTには同レーシングは出場しておらず、現時点で同年7月の鈴鹿8時間耐久ロードレースにてRQ活動が行われているのみとなっている。
2015年末に結婚し、2017年3月現在、妊娠8か月。今後は、たまひよメイト（たまごクラブ・ひよこクラブの専属モデル・ブロガー）として活躍することが報告された。
趣味はドラマ鑑賞、ショッピング、料理。
特技はピアノ、書道。

## 出演

### テレビ番組
- 家事ヤロウ!!! 「＃21 アルミホイルで出来る？出来ない？」（2018年9月5日）

### CM・広告
- お仏壇のやまき 50周年記念「なみだ」編

### イメージモデル
- 台湾音楽バラエティ番組「完全娯楽」（2013年）[5]
- EARTH MAG（2014年）
- リクルートスマフォアプリ「ショプリエ」（2014年）

### ショー
- 代官山コレクション2013（2013年10月4日）
- New Twenty Paradise（2014年）

### レースクイーン
- エヴァンゲリオンレーシング2014（2014年6月、原宿エヴァストアお引越しセレモニー） - 碇シンジ 役
- エヴァンゲリオンレーシング2014（2014年7月、鈴鹿8時間耐久ロードレース） - 碇シンジ 役[6]
- コミックス『新世紀エヴァンゲリオン』最終巻14巻発売カウントダウンイベント[7]（2014年11月、アニメイト 池袋本店） - 碇シンジ 役
- エヴァンゲリオンレーシング2014（2014年11月、エヴァストア3周年記念・池袋8時間耐久ニコニコ生放送！！[8][9] ニコニコ生放送） - 碇シンジ 役